# Оленско езеро
Оленското езеро (на гръцки: Λίμνη Πλατανόβρυσης) е язовир в Северна Гърция, разположен в долното течение на река Места.
Носи името на селото Ола, прекръстено в 1927 година на Платановриси. Височината на язовирната стена е 95 метра, водоемът е с площ 3,25 км2, а генерираната енергия от прилежащия ВЕЦ е 248 GWh годишно. Максималният работен обем на язовира е 11 милиона кубически метра.
Непосредствено зад опашката на Платановриси се намира язовирът Черешовско езеро.